# Lisa Larsen
Lisa Larsen (25 dicembre 1990) è un'ex fondista svedese.

## Biografia
In Coppa del Mondo ha esordito l'8 marzo 2009 a Lahti (44ª) e ha ottenuto il primo podio il 25 novembre 2012 a Gällivare (2ª).
In carriera ha partecipato a un'edizione dei Campionati mondiali, Val di Fiemme 2013 (51ª nella 10 km).

## Palmarès

### Mondiali juniores
- 5 medaglie:
  - 3 argenti (staffetta a Malles Venosta 2008; 5 km, staffetta a Praz de Lys - Sommand 2009)
  - 2 bronzi (10 km a Malles Venosta 2008; staffetta a Hinterzarten 2010)

### Coppa del Mondo
- Miglior piazzamento in classifica generale:74ª nel 2013
- 1 podio (a squadre):
  - 1 secondo posto